# A Assassina
Point of No Return (conhecido também como The Assassin) (bra/prt: A Assassina), é um filme estadunidense de 1993, dos gêneros ação e suspense, dirigido por John Badham e estrelado por Bridget Fonda e Gabriel Byrne. É um remake do filme Nikita (1990), de Luc Besson. 
No filme Maggie Hayward (Bridget Fonda) é uma viciada em drogas violenta e instável, considerada culpada de assassinar um policial, e é sentenciada à morte por injeção letal. Sua morte é falsificada, e um agente secreto do governo chamado Bob (Gabriel Byrne) informa que ela deve se tornar uma assassina . Ela recebe uma reforma e treinamento que a transformam em uma mulher bonita e também é treinada como assassina. Sua carreira como assassina vai bem no começo. Então, depois que uma missão dá errado, a agência envia Victor (Harvey Keitel), para matar todos e se livrar dos corpos.

## Enredo
Em Washington, D.C., Maggie Hayward (Bridget Fonda) é uma viciada em drogas considerada culpada de assassinar um policial durante um tiroteio e está prestes a ser executada por injeção letal. Sua morte é falsa e um espião chamado Bob (Gabriel Byrne) informa que ela tem que trabalhar para ele. Maggie, tendo pouca escolha, concorda relutantemente em cooperar e inicia um regime de treinamento intensivo que inclui não apenas o treinamento em artes marciais e armas, mas também a etiqueta e o uso de informática.
A operadora sênior Amanda (Anne Bancroft) a transforma em uma mulher refinada e bonita. Ela é levada para um jantar com Bob, que a informa sobre o primeiro emprego: um assassinato de um VIP comendo no mesmo restaurante. Maggie mata o VIP e seu guarda-costas e depois é perseguida por uma equipe de guarda-costas do VIP. Ela atira em vários guarda-costas e depois foge da cozinha pulando uma rampa de lavanderia. Essa tarefa foi seu teste final e ela agora concluiu seu treinamento.
Na manhã seguinte, ela parte para Venice, Califórnia, onde inicia um relacionamento romântico com o gerente de apartamento J.P. (Dermot Mulroney). Enquanto suas primeiras atribuições, ambas de sucesso, acabam sendo bem-sucedidas, Maggie rapidamente odeia seu trabalho e tenta largar seu emprego como assassina profissional. À medida que as coisas progridem entre ela e J.P. e sua vida dupla ameaça o relacionamento, ela pede ajuda para deixar a agência. Seu pedido foi negado, mas Bob concorda em tirá-la da agência se ela concluir a próxima tarefa.
O novo trabalho é se disfarçar como Angela (Olivia d'Abo), a namorada de Fahd Bakhtiar (Richard Romanus), um comerciante iraniano de armas nucleares. Enquanto ela se prepara para o trabalho, J.P. continua reclamando de seus amigos misteriosos e zombando da história improvisada que Bob havia providenciado para si e para Maggie. Maggie é mostrada assistindo a uma cena do filme de 1946 Deception, na qual uma mulher mata um ex-amante para manter seu passado secreto de seu novo marido, refletindo a determinação de Maggie de matar seus empregadores, se necessário, para proteger seu relacionamento com J.P.
Virar Angela mostra-se problemático e resulta na morte dos dois guarda-costas de Angela e no ferimento da parceira de Maggie, Beth (Lorraine Toussaint). O diretor Kaufman (Miguel Ferrer) envia Victor (Harvey Keitel) para se livrar dos corpos e salvar a missão. Sem o conhecimento de Maggie, ele também foi condenado a matar os dois agentes, porque uma falha resulta em morte. Depois de matar a Beth ferida na frente de Maggie, ele a leva para a casa de Fahd. À mira da arma, ela faz com que Fahd desbloqueie seu computador e revele seus segredos, mas ele evita a execução e ela é forçada a fugir.
Enquanto eles supostamente voltam para sua residência, Maggie vê uma arma na cintura de Victor e suspeita corretamente que ele a matará. Isso leva a uma luta e o carro fica fora de controle. Por fim, Victor é arrastado por um barranco e morto. Maggie volta para seu apartamento, mas sai em algum momento durante a noite. Bob posteriormente descobre seu desaparecimento do J.P. Quando Bob está saindo, ele vê Maggie observando-o através da névoa. Em vez de denunciá-la, ele liga para Kaufman e o informa, depois de alguma hesitação, que o limpador e Maggie foram eliminados.

## Elenco
- Bridget Fonda como Maggie Hayward/Claudia Anne Doran/Nina
- Gabriel Byrne como Bob
- Miguel Ferrer como Kaufman
- Dermot Mulroney como J.P.
- Anne Bancroft como Amanda
- Harvey Keitel como Victor
- Olivia d'Abo como Angela
- Richard Romanus como Fahd Bakhtiar
- Geoffrey Lewis como Proprietário da Farmácia
- Michael Rapaport como Big Stan
- John Badham como garçom

## Recepção
O filme arrecadou aproximadamente US$30,038,362 nos EUA e recebeu críticas mistas. O crítico de cinema Roger Ebert, que deu ao original La Femme Nikita três anos e meio estrelas de quatro, deu para Point of No Return três estrelas, dizendo: "Point of No Return é realmente uma adaptação bastante eficaz e fiel, e Bridget Fonda gerencia com intensidade e convicção as mudanças selvagens de identidade de seu papel, embora não seja a mesma tristeza quase poética que Anne Parillaud trouxe ao filme original. Se eu não sentisse o mesmo grau de envolvimento com Point of No Return que com Nikita pode ser porque os dois filmes são muito parecidos em trama, aparência e comportamento. Eu tive déjà vu durante todo o filme. Existem algumas mudanças, principalmente não para melhor. Ao tornar o namorado da heroína um fotógrafo dessa vez, em vez de um caixa, o filme perde a pungência de seu relacionamento; Nikita gostava do funcionário exatamente porque ele não tinha agressividade". O filme tem uma taxa de aprovação de 50% no Rotten Tomatoes, com base em 24 críticas.

### Bilheteria
O filme estreou na segunda posição nas bilheterias dos EUA, atrás de Teenage Mutant Ninja Turtles III, com um total de US$7,2 milhões no fim de semana em 1,545 telas.

## Trilha sonora
Maggie/Claudia  tem um fascínio pela cantora/pianista/compositora Nina Simone. Ao longo do filme, várias músicas de Simone são usadas.
- "Here Comes the Sun"
- "I Want a Little Sugar in My Bowl"
- "Feeling Good"
- "Wild Is the Wind"
- "Black Is the Color (Of My True Love's Hair)"

Juntamente com o relançamento anterior de "My Baby Just Cares for Me", em 1982, o filme ajudou a trazer Nina Simone de volta aos holofotes do público e a tornou mais conhecida com um público mais jovem.
A trilha sonora do filme foi composta por Hans Zimmer.